# Julian Jaynes
Julian Jaynes (West Newton, 27 febbraio 1920 – Charlottetown, 21 novembre 1997) è stato uno psicologo statunitense.
Ricercatore presso le università di Yale e Princeton per circa 25 anni, è noto soprattutto per il suo Il crollo della mente bicamerale e l'origine della coscienza (1976). La sua carriera di ricercatore fu dedicata al tema della coscienza intesa come "la differenza tra ciò che gli altri vedono di noi e la nostra auto consapevolezza unita al senso profondo che la sostiene. (...) Gli esseri umani sono stati consapevoli del tema della coscienza solo a partire dalla nascita della coscienza stessa". La soluzione proposta da Jaynes chiama in causa molte discipline incluse le neuroscienze, la linguistica, la psicologia, l'archeologia, la storia, la religione e l'analisi di testi antichi.
Secondo la tesi centrale del testo, i popoli antichi non erano originariamente dotati di coscienza; questa sarebbe emersa successivamente all'affermarsi di alcune mutazioni avvenute nello schema di collaborazione tra i due emisferi cerebrali e, in particolare, grazie al progressivo avvento della lateralizzazione.

## Biografia
Jaynes nacque a West Newton (Massachusetts) e frequentò l'Università di Harvard, frequentò la McGill University laureandosi e conseguendo il dottorato di ricerca presso l'Università Yale. Jaynes fu lettore presso la facoltà di psicologia dell'Università di Princeton dal 1966 al 1990, e sembra che fosse un insegnante molto apprezzato se fu invitato talvolta a tenere conferenze presso altre università.
Le teorie di Jaynes sulla coscienza si dimostrarono a dir poco molto controverse. La sua interpretazione di un Achille guidato da voci interiori era indubbiamente originale. Quando uscì l'Origine della coscienza, egli fu criticato aspramente per aver cercato di ingraziarsi il grande pubblico senza avere prima sottoposto l'opera ad un attento esame da parte dei colleghi. Tuttavia come opera scientifica divulgativa ebbe un certo successo, tanto da venire candidata al National Book Award nel 1978.
Le polemiche suscitate dal libro hanno nel complesso messo in ombra le altre sue numerose scoperte, soprattutto nel campo del comportamento animale e dell'etologia. Tra gli insigni scrittori e scienziati le cui opere furono influenzate o ispirate dalle teorie di Jaynes vi furono Daniel Dennett e Steven Pinker.